# Cratere Sögel
Sögel  è un cratere sulla superficie di Marte.